# Futbolniy Klub Tekstilshchik
Tekstilshchik Kamyshin é uma equipe russa de futebol com sede em Kamyshin. Disputa a primeira divisão da Rússia (Campeonato Russo de Futebol).
Seus jogos são mandados no Tekstilshchik Stadium, que possui capacidade para 10.000 espectadores.

## História
O Tekstilshchik Kamyshin foi fundado em 1958.